# جروح
جروح قرية تقع في ناحية عقيربات في منطقة سلمية في محافظة حماة وتبعد عن عقيربات 8 كم إلى الشمال الشرقي وتتبعها إدارياً.

## روابط خارجية
- جروح - موقع اكتشف سوريا